# 野胡瓜魚
野胡瓜魚，為輻鰭魚綱胡瓜魚目胡瓜魚科的其中一種，溫帶淡水魚，分布於北美洲加拿大魁北克南部Heney湖、Utopia湖及美國緬因州南部淡水水域，體長可達17公分，棲息在湖泊中層水域，生活習性不明。